# 서울전파관리소
서울전파관리소(서울電波管理所)는 서울특별시, 인천광역시, 경기도의 무선국의 감시 및 혼신조사 등에 관한 사무를 분장하는 중앙전파관리소의 소속기관이다. 1949년 11월 22일 발족하였으며, 서울특별시 구로구 오리로22다길 13-43에 위치하고 있다. 소장은 부이사관·서기관 또는 기술서기관으로 보한다.

## 연혁
- 1949년 11월 22일: 체신부 소속으로 서울전파감시국 설치.[2]
- 1976년 2월 5일: 전파관리국 소속으로 변경.[3]
- 1980년 8월 26일: 서울전파감리국으로 개편.[4]
- 1982년 1월 1일: 체신부 소속으로 변경.[5]
- 1983년 1월 1일: 서울지방체신청 소속으로 변경.[6]
- 1983년 12월 30일: 중앙전파감시소 소속 서울분소로 개편.[7]
- 1987년 12월 15일: 중앙전파관리소 소속으로 변경.[8]
- 2002년 3월 15일: 중앙전파관리소 소속으로 서울북부분소 설치.[9]
- 2006년 12월 29일: 서울분소와 서울북부분소를 각각 서울전파관리소와 서울북부전파관리소로 개편.[10]
- 2011년 8월 19일: 서울북부전파관리소를 서울전파관리소 소속 서울북부사무소로 개편.[11]

## 조직

### 소장
- 운영지원과[12]
- 방송통신서비스과[12]
- 전파이용안전과[12]
- 무선국업무과[12]
- 이용자보호과[12]

### 소속기관
- 서울북부사무소[13]